# Les Fautes d'orthographe
Pour plus de détails, voir Fiche technique et Distribution.
Les Fautes d'orthographe est un film français réalisé par Jean-Jacques Zilbermann, sorti en 2004.

## Synopsis
Daniel Massu, âgé de 15 ans, connaît un retard sur le plan de la puberté et il est mauvais en orthographe, ce qui lui pose de nombreux problèmes. Il est élève dans un internat : son père en est le proviseur et sa mère la directrice des études. La famille occupe un appartement dans l'établissement mais, cette année, le père de Daniel décide que l'adolescent dormira au dortoir avec les autres élèves. Daniel est d'autant plus terrifié par la promiscuité qu'il sait combien ses condisciples le considèrent comme un privilégié.
Pour obtenir leur amitié, il va affronter et son père et sa mère, allant jusqu’à organiser une cantine coopérative clandestine qui fournit en denrées élèves et professeurs, à l'insu des dirigeants. La découverte et la condamnation de cette coopérative provoque la révolte quasi générale des élèves et des professeurs.

## Fiche technique
- Titre : Les Fautes d'orthographe
- Réalisation : Jean-Jacques Zilbermann
- Scénario : Jean-Jacques Zilbermann et Philippe Lasry
- Production : Dominique Barneaud et Nicolas Blanc
- Photographie : Georges Diane
- Montage : Monica Coleman
- Décors : Valérie Grall
- Son : Pierre Lorrain
- Pays :  France
- Genre : comédie dramatique
- Lieu de tournage : collège Adolphe-Chérioux à Vitry-sur-Seine (Val-de-Marne)
- Durée : 90 minutes
- Date de sortie : France : 3 novembre 2004

## Distribution
- Damien Jouillerot : Daniel Massu, le fils du directeur du collège et de la directrice des études, qui refuse obstinément de se plier à la règle
- Carole Bouquet : Geneviève Massu, sa mère indulgente avec lui, la directrice des études du collège
- Olivier Gourmet : Pierre Massu, le directeur du collège, un homme dur, rigide et infidèle
- Raphaël Goldman : Richard Zygelman, un élève qui devient le grand ami de Daniel
- Franc Bruneau : Jean-Claude Griset, un élève anarchiste avec qui Daniel se lie d'amitié
- Anthony Decadi : René Boury, un élève qui aide Daniel en orthographe avant de se retourner contre lui
- Khalid Maadour : Marcel Marazelle
- Arnaud Giovaninetti : Gianni Salvadori, le surveillant d'internat
- Déborah Grall : Mercedes Suza-Lobo, une élève que Daniel a prétendument séduite
- Noémie Develay-Ressiguier : Isabelle Cizar, une élève indisciplinée
- Stéphane Höhn : Monsieur Monteil
- Manuel Bonnet : le professeur de gymnastique
- Marie Bunel : la secrétaire du collège et maîtresse du directeur
- Bernard Charnacé : Monsieur Brian, le prof d'anglais
- Sylvie Huguel : Madame Beyer, la prof d'histoire
- Jean Lescot : Monsieur Lévi, le prof de français
- Yvon Martin : Monsieur Sinclair, le pion des quatrièmes
- Annie Savarin : l'infirmière
- Alban Casterman

## Autour du film
- Le film est partiellement autobiographique[1].
- Le film a été tourné au collège Adolphe Chérioux de Vitry-sur-Seine, dans lequel le réalisateur du film, Jean-Jacques Zilbermann a été pensionnaire.